# Симфония № 3 (Гайдн)
Симфония № 3 соль мажор — симфония Йозефа Гайдна, написанная между 1760 и 1762 годами.
Состав оркестра: два гобоя, две валторны, 2 скрипки, альт, генерал-бас (фагот, виолончель и клавесин).

## Структура
1. Allegro (3/4)
2. Andante moderato (соль минор, 2/4)
3. Minuetto e Trio (3/4)
4. Allegro (alla breve)

Общая длительность: 17—18 минут.
Одна из первых симфоний, имеющих классическую четырёхчастную структуру (завязка-анданте-танец-финал). 

### Часть 1
Написана в форме сонатного аллегро. 

### Часть 2
Во второй части духовые не используются. 

### Часть 3. Менуэт
Менуэт представляет собой канон между верхним голосом и басом с задержкой в один такт. Впоследствии подобный приём будет использован Гайдном в 23-й симфонии, 44-й симфонии и струнном квартете ре минор (соч. 76), а затем и Михаэлем Гайдном и Моцартом в своих произведениях.
Примечательна значительная самостоятельность духовых. 

### Часть 4
Четвёртая часть также использует контрапункт. Это двухголосная фуга, которая также включает в себя элементы сонатной формы Часть не содержит знаков повтора.